# 截基瓜叶乌头
截基瓜叶乌头（学名：Aconitum hemsleyanum var. chingtungense）为毛茛科乌头属下的一个变种。

## 扩展阅读
- 維基物種上的相關：截基瓜叶乌头